# District oriental (Samoa américaines)
Le district oriental est l'une des subdivisions des Samoa américaines.
Il est constitué de la partie est de Tutuila, la plus grande île du territoire, ainsi que de l'île d'Aunu'u. Il contient 34 villages (parmi lesquels Pago Pago, Fagatogo, et Utulei), ainsi qu'une partie du village de Nu'uuli.